# Antoni Wiśniewski (pijar)
Antoni Jakub Wiśniewski, inna forma nazwiska: Wiśniowski, pseud. i krypt.: A. W.; A. W. S. P.; Antonius a S. Samuele; Carpophorus Philalethes (Karpoforus Filaletes); X. A. W. S. P., (ur. 22 lipca 1718 w Smogulcu, województwo łęczyckie, zm. 14 marca 1774 w Podolińcu) – fizyk, matematyk, teolog, pedagog, filozof, dramatopisarz, tłumacz, wydawca kalendarzy, wykładowca Collegium Nobilium pijarów w Warszawie (rektor w latach 1759–1761), pijar (od 1765 roku prowincjał zakonu). Uważany za prekursora filozofii oświeceniowej w Polsce.

## Życiorys
Pierwsze nauki pobierał w Łęczycy, a następnie u pijarów w pobliskim Łowiczu. W roku 1736 wstąpił do zgromadzenia pijarów w Podolińcu, gdzie przyjął imię Antoniego od św. Samuela (imię chrzestne: Jakub). Wkrótce potem objął posadę nauczyciela gramatyki i składni w nowicjacie (Łowicz). W latach 1740–1741 nauczał poezji, a w 1742 filozofii w Warszawie. Rok później (1743) podjął w Warszawie studia teologiczne, pełniąc jednocześnie funkcję podprefekta. W roku 1744 wykładał poetykę w Collegium Nobilium, a 2 lata później (1746) dodatkowo fizykę.
Próbował dowieść jałowości scholastyki, występując publicznie z tezami z nowszej filozofii i fizyki. W swoich poglądach filozoficznych był jednym z propagatorów tzw. recentiorum w wersji wolfiańskiej. W roku 1747 udał się na dalsze studia do Rzymu, Turynu i Wiednia (był wówczas wychowawcą Kaspra Lubomirskiego, wojewodzica krakowskiego). Później, już jako guwerner hr. Löwendhala, studiował filozofię i fizykę (Paryż, Halle, Lipsk) . W latach 1746–1763 (z krótkimi przerwami) wykładał matematykę i fizykę w Collegium Nobilium, gdzie w roku 1752 założył pierwszą w Polsce pracownię fizyki doświadczalnej. W latach 1759–1761 był rektorem Collegium Nobilium. Stosował nowoczesne metody nauczania, współpracował ze Stanisławem Konarskim przy reformie szkolnictwa pijarskiego. W roku 1756 został nadwornym teologiem króla Augusta III. Tego roku towarzyszył poselstwu Michała Jerzego Mniszecha do Turcji .
W 1759 objął zarząd kolegium pijarskiego; w 1765 został wybrany jego prowincjałem .

## Twórczość
Od roku 1752 wydawał kalendarz Kolenda warszawska, w którym zamieszczał szereg informacji z nauk przyrodniczych, mając przy tym na uwadze zwalczanie ciemnoty i zabobonu, szerząc w ten sposób myśl oświeceniową, kontynuowany po jego śmierci jako Kalendarzyk polityczny. Napisał także w latach 1760–1762 Rozmowy ciekawe i potrzebne w 3 tomach.

### Ważniejsze dzieła
1. Grammatica Gallica brevis et facilis, Warszawa 1743 (2 odb.)[2]; wyd. następne: Warszawa 1750; Warszawa 1753; Warszawa 1758; Warszawa 1763; Warszawa 1770; Warszawa 1771; Warszawa 1775; Warszawa brak roku wydania, (z wierszem łac.: Ad lectorem; wyd. 1 dedykowane Ludwikowi Pociejowi)
2. Propositiones philosophicae ex physica recentiorum in aedibus Zaluscianis... ab... propugnatae, Warszawa 1746; dedykowane A. S. Załuskiemu; z ujętymi tu propozycjami polemizowali liczni autorzy (porównaj Estreicher XXXIII, 1939, 74-75), a zwłaszcza K. Stęplowski
3. Propositiones philosophicae ex physica recentiorum, quas sub auspiciis... Andreae Stanislai Kostka Załuski... publice propugnandas suscepit in Collegio Nobilium Varsaviensi Scholarum Piarum... Ignatius Pac... assistente P. Antonio Wiśniowski..., Warszawa 1746, (autorstwo Wiśniewskiego domniemane)
4. Perykles. Tragedia polska, wyst. Warszawa, Collegium Nobilium Scholarum Piarum, 1746; Program: Perykles, tragedia polska, i Le François à Londres... (Warszawa 1746); przedr. L. Bernacki w: Teatr, dramat i muzyka za Stanisława Augusta t. 1, Lwów 1925
5. Propositiones philosophicae ex illustrioribus veterum recentiorumque philosophorum placitis depromptae, quas in Collegio Varsaviensi Scholarum Piarum... propugnandas susceperunt... Josephus Dąbkowski... Adamus Worowski... Ludovicus Ekielski... mense Junio 1752, brak miejsca wydania 1752, (autorstwo Wiśniewskiego domniemane)
6. Propositiones philosophicae ex illustrioribus veterum recentiorumque philosophorum placitis depromptae, quas sub auspiciis... Theodori Czartoryski... propugnandas susceperunt... 1753... Junio... Varsaviae, Coll. Sch. Piarum, brak miejsca wydania 1753, (autorstwo Wiśniewskiego domniemane)
7. Oratio de utilitate ex Varsaviensi bonarum artium et scientiarum academia in Poloniam redundatura... A. D. VII December. 1753 dicta..., (Lipsk? 1754), przedr. "Nouvelle Bibliothèque Germanique" t. 15 (1754), cz. 1, s. 118 i następne; przekł. polski: M. Plezia w: B. Suchodolski: Nauka polska w okresie Oświecenia, (Warszawa) 1953, s. 188-197, (wygł. na akademii mariańskiej J. A. Załuskiego)
8. Propositiones ex geometriae elementis selectas, quas sub auspiciis... Adami Stanislai Grabowski... evolvendas demonstrandasque suscipiunt... convictores Collegii Nobilium  Varsaviensis Scholarum Piarum mense Septembri 1754, brak miejsca wydania 1754, (dedykowane A. S. Grabowskiemu)
9. Propositiones philosophicae, quas... Joanni Małachowski nuncupatas publice propugnandas exponunt Joannes Poniński... Casimirus Tarło... Thadaeus Tarło... Collegii Nobilium Varsaviensis Schol. Piarum convictores mense Septembri 1754, brak miejsca wydania 1754, (autorstwo Wiśniewskiego domniemane)
10. Carpophorus Philalethes ad auctorem apologiae pro arte disputandi peripateticorum, Werona 1754 (Elbląg 1755), przedr. W. Mincer, "Studia i Materiały z Dziejów Nauki Polskiej" t. 4 (1956), s. 338-344; egz. unikatowego pierwodruku w kodeksie Biblioteki Uniwersytetu Toruńskiego sygn. 711; rękopisy (kopie druku) w Ossolineum sygn. 719/I, 737/I; przekł. polski: Z. Neumanowa: Karpoforus Filaletes do autora apologii sztuki dowodzenia sposobem perypatetycznym, "Studia i Materiały z Dziejów Nauki Polskiej" t. 4 (1956), s. 328-338, (była to polemika z: K. Stęplowski: Logica incipientium regulas definiendi, dividendi et argumentandi in ordine ad faciliorum philosophiae peripateticae captum continens..., Kraków 1753)
11. Rozmowa filozoficzna z etyki o uszczęśliwieniu człowieka w życiu, przez filozofii uczących się konwiktorów Collegii Nobilium Schol. Piar. miana Roku P. 1757, Warszawa (1757), przedr. zobacz poz. 19, t. 1; dedykowana B. Sanguszkowej; na końcu: przekł. ody Horacjusza (2, ks. epodon); zobacz także poz. 23
12. Selectae ex philosophia propositiones publice defensae praeside. Ant. Wiśniewski, Warszawa 1757; bronił ujętych tu tez Jan Linowski; inform. Bibliografia filozofii (s. 159)
13. Elementa philosophiae Varsaviae in Collegio Nobilium Scholarum Piarum per... tradita A. D. 1757-1759, audita a Josepho... Mniszech starosta Sanocensi t. 1-4, rękopisy: Ossolineum sygn. 5449/I, 5647/I
14. Rozmowa filozoficzna o boskich prócz jestności przymiotach przeciw niegodziwie sobie przywłaszczających nazwisko deistów, przez filozofii uczących się kawalerów in Varsaviensi Nobilium Collegio Scholarum Piarum miana roku 1758, Warszawa (1758), przedr. zobacz poz. 19, t. 1, (dedykowana A. I. Komorowskiemu; zobacz także poz. 23)
15. État général de la République de Pologne, brak miejsca wydania 1759, (dedykowano H. Brühlowi)
16. Tableau de la diète de la République de Pologne... dédié à... (H.) Brühl... le jour de sa fête 12 juillet 1760, brak miejsca wydania (1760)
17. Tableau de la République de Pologne, Warszawa 1760, (dedykowano H. Brühlowi; dat. 12 lipca 1760)
18. Table chronologique des rois de Pologne. Présenté au Roy l'année 1760. Table 1-2, brak miejsca wydania (1760)
19. Rozmowy w ciekawych i potrzebnych w filozoficznych i politycznych materiach w Collegium Nobilium warszawskim Scholarum Piarum miane t. 1-3, Warszawa 1760-1762; wyd. następne t. 2: Warszawa 1760 (druga odb.); pt. Rozmowy o poprawie obyczajów polskich przez kawalerów uczących się w Collegio Nobilium Schol. Piarum miane, brak miejsca i roku wydania; wyd. następne t. 3: Warszawa 1764; Warszawa 1791; zawartość t. 1 (1760): dedykowane A. Lubomirskiemu; poz. 11 (pt. O uszczęśliwieniu człowieka w życiu); O uszczęśliwieniu własnej ojczyzny (autorstwa F. Szaniawskiego); poz. 14 (pt. O boskich przymiotach przeciwko deistom); O co najbardziej i najpierwej w edukacji starać się potrzeba (autorstwa C. Kaliszewskiego) – t. 2 (1761): dedykowane Z. z Krasińskich Lubomirskiej; O poprawie obyczajów polskich prawa boskiego tyczących się; O poprawie obyczajów polskiego prawa ojczystego tyczących się (przeróbka tekstu Sz. Starowolskiego, w zakończeniu przekł. ody Sarbiewskiego Przeciw zepsutym obyczajom polskim); O powinnościach człowieka (autorstwo S. Chruścikowskiego); t. 3 (1762): dedykowane J. z Grabińskich Tarłowej; poz. 20; Przekłady poz. 3 (skrócona, z przekł. ody Horacjusza)
20. O nieśmiertelności duszy ludzkiej. Rozmowa filozoficzna o nieśmiertelności duszy ludzkiej, przez uczących się filozofii kawalerów in Collegio Nobil. Vars. Schol. Piar. miana, Warszawa 1761, przedr. zobacz poz. 19, t. 3, (dedykowana K. Sołtykowi; zobacz także poz. 23)
21. Propositiones philosophicae ex illustrioribus veterum recentiorumque philosophorum placitis depromptae, quas... Francisco Salesio Potocki... nuncupatas publice propugnandas exponunt... Petrus Potocki... Joannes Szymanowski... in Collegio Nobil. Vars. Schol. Piar. Phiāe et Matheseos auditores. Mense Junio 1761, Warszawa 1761, (autorstwo Wiśniewskiego domniemane)
22. Propositiones philosophicae ex veterum ac recentiorum philosophorum placitis delectae, quas defendendas studiosi philosophiae in Collegio Regio Scholarum Piarum suscipiunt, Warszawa 1769
23. De vera felicitate cum privata hominum tum publica regnorum. Disceptationes philosophicae... contra incredulos nostri temporis t. 1-2, Warszawa 1775; zawartość t. 1: De beatitudine hominis in hac vita (przeróbka poz. 11); De vera Dei Optimi Maximi felicitatisque nostrae notione (przeróbka poz. 14); De immortalitate animae humanae (przeróbka poz. 20); na początku: przedmowa wydawców – t. 2: De praecipua regnorum felicitate; De officiis hominis in quovis vitae statu.

Wiersz Wiśniewskiego do czytelnika na pochwałę J. A. Załuskiego ogł. w: "Zabranie Rytmów przez Wierszopisów Żyjących lub Naszego Wieku Zeszłych Pisanych" t. 3, Warszawa 1754, s. 489.
Wiśniewski miał także uczestniczyć w opracowaniu Ordinationes visitationis Apostolicae... pro Provincia Polona... Scholarum Piarum, Warszawa 1753-1754 (1755).

### Przekłady
1. Q. Horatius Flaccus: Oda 2 ks. epodon, wyd. zobacz Ważniejsze dzieła poz. 11; przedr.: "Monitor" 1770 nr 100, w: Pieśni wszystkie Horacjusza przekładania różnych t. 2, Warszawa 1773 (1775) – Oda 16 ks. epodon, wyd. zobacz Ważniejsze dzieła poz. 3 – Oda 22 ks. I, "Monitor" 1770 nr 80; przedr. w: Pieśni wszystkie Horacjusza przekładania różnych t. 1, Warszawa 1773 – Oda 3 ks. II, oda 7 ks. IV w: Pieśni wszystkie Horacjusza przekładania różnych t. 1-2, Warszawa 1773-1775
2. M. K. Sarbiewski: Przeciw zepsutym obyczajom polskim, wyd. zobacz Ważniejsze dzieła poz. 19, t. 2 – Ad Aulum Laevinum oda w: M. K. Sarbiewski: Opera posthuma, Warszawa 1769, s. 294-295
3. (Ch. de Montesquieu): Uwagi nad przyczynami wielkości i upadku Rzeczypospolitej Rzymskiej, Warszawa 1762; przedr. skrócony zobacz Ważniejsze dzieła poz. 19, t. 3, (współtłumacz: G. J. Baxter; na końcu: przekł. ody Horacjusza).

Wiśniewski miał także tłumaczyć tragedie francuskie.

### Prace edytorskie
1. Kolęda Warszawska na rok przybyszowy 1753, Warszawa (1752); także: ... na rok 1754, Warszawa (1753); także: ... na rok 1755, Warszawa (1754); także: ... na rok 1756, Warszawa (1755); także: ... na rok 1757, Warszawa (1756); także: ... na rok 1758, Warszawa (1757); także: ... na rok 1759, Warszawa (1758); także: ... na rok 1760, Warszawa (1759); także: ... na rok 1761, Warszawa (1760); także: ... na rok 1762, Warszawa (1761); także: ... na rok 1763, Warszawa (1762); także: ... na rok 1764, Warszawa (1763); także: ... na rok 1765, Warszawa (1764); współwydawca
2. Constitutiones Clericorum Regularium Scholarum Piarum, Warszawa 1768, (był prawdopodobnie tylko wydawcą zbioru zebranego przez innych).

### Listy i materiały
1. Korespondencja z J. A. Załuskim z lat: 1759, 1763, rękopisy: Biblioteka Narodowa sygn. 3259, 3263
2. Listy z lat 1763-1764, rękopis: Landeshauptarchiv w Dreźnie loc. 13545, conv. 12
3. Listy prowincjalskie z lat 1765-1768, rękopis: Biblioteka PAN Kraków sygn. 2339.

## Wybrane opracowania nt. twórczości Wiśniewskiego
1. Historia Domus Varsaviensis Scholarum Piarum (1729-1784): wyd. i oprac. L. Chmaj, Wrocław 1959 "PAN. Archiwum Dziejów Oświaty" nr 1
2. J. D. Janocki: Polonia litterata nostri temporis cz. 1, Wrocław 1750
3. W. Mitzler de Kolof: "Warschauer Bibliothek" 1754, s. 171
4. (Oratio de utilitate. Rec.): "Neue Zeitungen von Gelehrten Sachen" 1754 nr 56
5. J. A. Załuski: Bibliotheca poetarum Polonorum qui patrio sermone scripserunt, Warszawa 1754, s. 19
6. J. D. Janocki: Lexicon derer itztlebenden Gelehrten in Polen t. 1-2, Wrocław 1755
7. W. Mitzler de Kolof: "Acta Litteraria" 1756, s. 305
8. Matricula provinciae Polonae Scholarum Piarum 1756-1864: fragmenty ogł. Z. Zdrójkowski: Teodor Ostrowski, Warszawa 1956 "Dawni Polscy Pisarze Prawnicy" nr 1, s. 303
9. "Thornische Nachrichten" 1764
10. J. A. Załuski: Biblioteka historyków, prawników, polityków (powst. przed rokiem 1774), wyd. J. Muczkowski, Kraków 1832, s. 90